# 湖北饭店
湖北饭店位于武汉市武昌水果湖，由湖北饭店有限公司运营，提供食宿服务。

## 历史
始建于1955年，原为湖北省第一招待所，归属省机关事务管理局，性质为事业单位。1982年划归省政府接待办公室，实行企业化管理。1987年更名为湖北饭店，属正处级事业单位。2000年划归省政府办公厅管理。2009年12月整体划转至湖北省鄂西生态文化旅游圈投资有限公司。2013年2月全面歇业改造。

## 建筑
由三幢主楼组成，可同时为1000人提供食宿。